# Obština Kostenec
Obština Kostenec (bulharsky Община Костенец) je bulharská jednotka územní samosprávy v Sofijské oblasti. Leží v západním Bulharsku, na severních svazích Rily a na jihozápadních svazích Ichtimanské Sredné gory. Správním střediskem je město Kostenec, kromě něj zahrnuje obština 1 město a 6 vesnic. Žije zde přes 11 tisíc stálých obyvatel.

## Sídla
- Dolna Vasilica[p 1]
- Golak
- Gorna Vasilica[p 2]
- Kostenec[p 3] (sídlo správy)
- Kostenec[p 2][p 4]
- Momin Prochod[p 2][p 3]
- Očuša
- Pčelin[p 2]
- Podgorie

## Sousední obštiny
| Růžice kompasu |                    | Ichtiman         |          | Růžice kompasu |
| Růžice kompasu | Dolna Baňa Samokov | Sever            | Lesičovo | Růžice kompasu |
| Růžice kompasu | Dolna Baňa Samokov | Obština Kostenec | Lesičovo | Růžice kompasu |
| Růžice kompasu | Dolna Baňa Samokov | Jih              | Lesičovo | Růžice kompasu |
| Růžice kompasu |                    | Jakoruda         | Belovo   | Růžice kompasu |

## Obyvatelstvo
V obštině žije 11 393 stálých obyvatel a včetně přechodně hlášených obyvatel 12 900. Podle sčítáni 1. února 2011 bylo národnostní složení následující:
- Bulhaři: 11 511 (95.7 %)
- Romové: 468 (3.9 %)
- Turci: 4 (0.0 %)
- ostatní: 49 (0.4 %)